# Gráfico semi-log

Gráficos do tipo log-lin de semi-log, definido por uma escala logarítmica do eixo das ordenadas, e uma escala linear no eixo das abcissas. As linhas esboçadas são expressas por: y = 10^{x} (vermelho), y = x (verde) e y = log(x) (azul).

Na ciência e engenharia, gráfico semi-log ou papeis gráficos especiais é uma maneira de visualização de dados que estão relacionados exponencialmente, sendo que um dos eixos é exposto por uma escala logarítmica. Este tipo de gráfico é útil quando uma das variáveis a ser esboçadas abrange uma vasta gama de valores e o outro tem apenas uma faixa restrita — a vantagem é que este traz detalhes e dados que não seriam facilmente expressados se estivessem em uma proporção linear.
Todas as equações da forma {\displaystyle y=\lambda a^{\gamma x}} formam linhas retas e lineares quando são esboçados de modo semi-logarítmico, desde que:
{\displaystyle \log _{a}y=\gamma x+\log _{a}\lambda .}
Isto pode ser facilmente visto como uma linha em forma de intercepção com inclinação horizontal {\displaystyle \gamma } e inclinação vertical {\displaystyle \log _{a}\lambda }. Para facilitar o uso em tabelas logarítmicas, usa-se normalmente logaritmos comuns ou logaritmos binários:
{\displaystyle \log(y)=(\gamma \log(a))x+\log(\lambda ).}

## Equação
No eixo das ordenadas, a equação é escalada como:
{\displaystyle \log _{10}(F(x))=mx+b}
{\displaystyle F(x)=10^{mx+b}=(10^{mx})(10^{b})}
No eixo das abcissas, a equação é escalada como:
{\displaystyle F(x)=m\log _{10}(x)+b.\,}

## Diagramas reais

Fases da água.

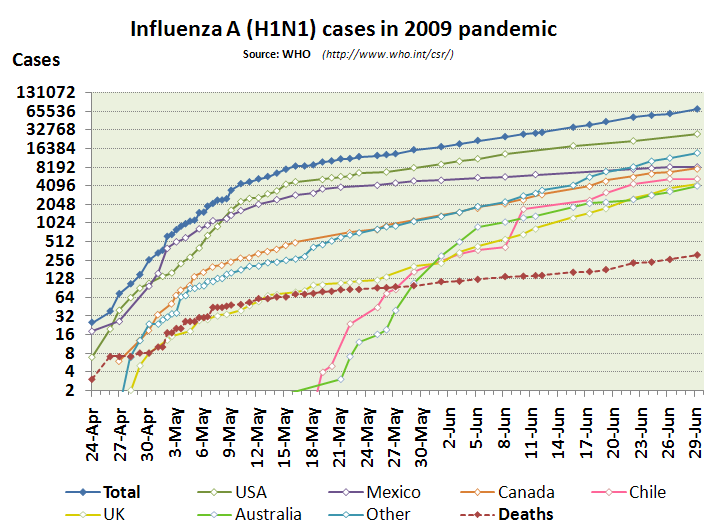
Progressão da gripe suína.

Crescimento microbacteriano.